# الرجال الأوائل
الرجال الأوائل هي قصة خيال علمي قصيرة للكاتب الأمريكي هوارد فاست عام 1960، تم نشرها لأول مرة في مجلة الخيال والخيال العلمي في فبراير 1960.

## مقدمة القصة
تدور قصة فاست حول كيفية نجاح مجموعة من العلماء والمعلمين، من خلال بيئة خاضعة للرقابة، في تربية الأطفال الموهوبين بشكل طبيعي إلى «شخص ذكي» — أشخاص يمتلكون قدرات بشرية خارقة نسبيًا. لديهم فهم لا مثيل له لجميع الموضوعات التقنية مثل الرياضيات والفيزياء وفتح التخاطر الطبيعي. كما أنهم يتفوقون في المساعي البدنية، مثل الرياضة ويحطمون العديد من الأرقام القياسية البدنية.
بيئتهم الخاضعة للرقابة، وهو مجمع معزول في كاليفورنيا يضم 8000 فدان (32 كم٢)، مرفق برعاية الحكومة يُمنح لتربية الأطفال ومُنح العلماءخمسة عشر عامًا، تم تمديدها لاحقًا بثلاث سنوات وبضعة أسابيع أخرى، لتربية الأطفال تجريبيًا في سن مبكر جدًا، يتجاوز الأطفال معرفةمعلميهم.

## ملخص القصة
تبدأ القصة كسلسلة من البلاغات بين أختها جين أرباليد وشقيقها هاري فيلتون، الذي تقاعد مؤخرًا من الجيش، جين وزوجها مارك علماء نفس مشهورون وذوي علاقات جيدة ونظرًا لأنه عاطل عن العمل، تقرر جين ان ترسل هاري في سلسلة من الرحلات للتحقيق في بعض الحالات المتطرفة للأطفال المتوحشين وتؤكد تقاريره إليها فرضيتها بأن الأطفال هم نتيجة لبيئتهم.
يقنع جين ومارك الحكومة الأمريكية برعاية برنامج تجريبي لتربية ٤٠ طفلاً في بيئة خاضعة للرقابة، مصممة للسماح لهم بالوصول إلى إمكاناتهم الكاملة، والأطفال المعنيون، وجميع الأطفال عند وصولهم إلى المجمع الذي ترعاه الحكومة، يجب أن يكونوا موهوبين بشكل طبيعي، المجمع الذي تمنحه الحكومة لهم هو مجمع منعزل مساحته 8000 فدان (32 كم2) في كاليفورنيا، وفيه يتم منح الباحثون 15 عامًا لتربية الأطفال.
بعد ذلك، أرسلت هاري للعثور على البروفيسور هانز جولدباوم الذي كتب، قبل الحرب العالمية الثانية، ورقة بحثية حول كيفية اكتشافه لمجموعة من الخصائص لدى الأطفال والتي من شأنها أن تحدد ما إذا كانوا سينمون ليكونوا موهوبين عقليًا أم لا، وعند العثور عليه، وافق جولدباوم على الانضمام إلى مشروعهم وشرع هو وهاري في العثور على مجموعة متنوعة من الأطفال الموهوبين (الأيتام وأولئك الذين يمكنهم شرائهم) للمجمع.
بعد إنجاب الأطفال، لم يعد هاري مشارك في المشروع.
بعد حوالي ثمانية عشر عامًا، إغيرتون الناشط في البيت الأبيض، استدعى هاري واستفسر منه عن معرفته بالعمل في المجمع، وأخبرهم بصدق بأن ليس لديه معرفة داخلية بالمشروع، باستثناء ما أخبرته به أخته في بدايات المشروع، والذي لم يكشف عنه لأي شخص بسبب سريته.
قيل لهاري أن المجمع كان على وشك الزيارة لأول مرة منذ بدايته، وبينما كانوا على وشك الدخول، اختفوا على الفور، تم استبداله بحاجز رمادي كبير لا يمكن اختراقه.
عند سماع ذلك، قدم هاري رسالة كان قد تلقاها قبل عام تقريبًا من أخته، وفي الرسالة وجدوا تقريرًا غير رسمي عن تقدمهم في التجربة.
جند جان ومارك مجموعة من المعلمين، المتزوجين فقط، للعيش والتدريس في المجمع، عمل جميع المعلمين، بمن فيهم جين ومارك، كمعلمين/آباء لجميع الأطفال: لا يوجد طفل واحد لديه والد واحد، ولا معلم واحد لديه طفل واحد.
ثم غمروا الأطفال في جو غني بالمعرفة، ايضاً نظرًا لأنه تم تحديدهم مسبقًا ليكونوا موهوبين عقليًا، فقد تقدموا جميعًا بسرعة في المعرفة والقدرات، وبحلول الوقت الذي كانوا فيه في الخامسة من العمر، كان الأطفال يكتشفون قدراتهم في التخاطر.
تشير جين إلى أن الأطفال عادة ما يتجولون عراة، ويمارسون الحب علانية مع بعضهم البعض، ويمتلكون معرفة لا مثيل لها في جميع المجالات الأكاديمية والجسدية ويتشاركون أيضًا في عقلية واحدة؛ مع قدراتهم التخاطرية المتقدمة، يفكرون باستمرار كواحد، ولا يلزم التواصل اللفظي بينهم، وعندما يلتقون بالباحثين، الذين يحبونهم، لكنهم يشعرون بالشفقة (بسبب ذكائهم المتدني ونقص قدراتهم التخاطرية)، يكون هناك طفل واحد فقط ضروريًا لأن الجميع يستطيعون السمع والتحدث من خلال عقل الممثل الوحيد.
يولد العديد من الأطفال للباحثين أثناء إقامتهم في المنشأة، وفي حين أن هؤلاء الأطفال يتمتعون بذكاء طبيعي، إلا أنهم يزدهرون تحت وصاية الأطفال الأكبر سنًا ويصبحون موهوبين مثلهم تقريبًا.
قرب نهاية العام الخامس عشر، أدركت جين أن تجربتهم على وشك التحقيق، يقلقها مما قد يحدث للأطفال، الذين هم الآن صغار السن، عندما تكتشفهم الحكومة، كانت التجربة ناجحة — الكثير من النجاح، لم يقتصر الأمر على قيامهم بتربية الأشخاص الموهوبين عقليًا فحسب، بل أدى ذلك إلى ظهور سلالة جديدة من أنصاف الآلهة فائقة الذكاء، تخشى جين — بشكل صحيح — من أن الحكومة سترد بالخوف وتدمر العرق الخارق المتقدم؛ والأطفال، على الرغم من تقدمهم بشكل لا يصدق، فهم غير قادرين على العنف، حتى في حالة الدفاع عن النفس.
يستطيع جان الحصول على تمديد لمدة ثلاث سنوات، ثم تمديد آخر لبضعة أسابيع عندما تنتهي الثلاث سنوات. في ذلك الوقت، أصبح الأطفال قادرين الآن على الوصول إلى جميع سكان الأرض عن طريق التخاطر، وبناء آلية دفاعية أدت إلى الحاجز الرمادي الذي وصفه إيجيرتون. تكتشف جين أن الحاجز يعتمد على الوقت: الأرض خارج الدرع جزء من جزء من ميلي ثانية في المستقبل، ويمكنهم الخروج دون أي صعوبة، وعلى الرغم من أنه يمكنهم أيضًا العودة، إلا أن جين لم تكشف عن كيفية القيام بذلك.
أثناء قطع الدرع، يقوم الأطفال باستدعاء الأطفال الموهوبين الآخرين بشكل توارد خواطر. بعد المرور سرا خارج الدرع، يجب عليهم إحضارهم إلى المجمع ليتم رفعهم مثل الآخرين. نأمل، بمرور الوقت، أن يكونوا قادرين على بناء المزيد من المركبات السرية لتنشئة بشر أكثر ذكاءً، من خلال القيام بذلك، ربما يمكنهم قلب تيار الإنسانية، وكل هذا يتوقف، بالطبع، على الأمن الذي يوفره درعهم.
في ختام الرسالة، يقول إيجيرتون أنهم الآن يعرفون أساس الدرع، فإن «الروؤس» سيجدون طريقة للدخول، وعندما يفعلون ذلك، سوف يقضون على «المرض».

## روابط خارجية
- النص الكامل لكتاب «الرجال الأوائل»